# Myriochele haplosoma
Myriochele haplosoma är en ringmaskart som beskrevs av Gibbs 1972. Myriochele haplosoma ingår i släktet Myriochele och familjen Oweniidae. Inga underarter finns listade i Catalogue of Life.